# 娜查·德查蒙卡拉琵瓦
娜查·德查蒙卡拉琵瓦（羅馬化：Natsha Taechamongkalapiwat，2001年11月25日—），小名Miu，現為泰國第3電視台旗下新生代女演員。

## 個人簡介

### 家庭背景
Miu出生於2001年11月25日，在家中排行老么，有一個哥哥。她的家庭在泰國商業界佔有舉足輕重的地位，父親維拉·德查蒙卡拉琵瓦在芭達雅經營多家汽車經銷商，如奧迪、速霸陸和位於曼谷拉瑪3路的速霸陸拉瑪III（Subaru RAMA3）；此外，還擁有羅伊德汽車銷售中心（Royde Autohaus）等汽車業務，並涉足酒店業，經營CHANN BANGKOK-NOI（詹曼谷酒店），深厚的商業與創新背景也對她的人生規劃有著重要的影響。

### 教育
Miu中學畢業於曼谷思貝禮國際學校，因此對英式教育體系非常熟悉。原本打算前往英國繼續攻讀學士學位，因為她的哥哥也在那裡求学，但在就讀高二那年，她嘗試報考IGCSE（國際中學普通教育證書）並學習A-Level（普通教育高級程度證書），打算將這兩項成績結合，申請前往英國的大學。
期間，Miu用IGCSE的成績成功申請上朱拉隆功大學創新綜合學士學位課程（Bachelor of Arts and Science in Integrated Innovation，簡稱BAScii）的第一屆班級，這是一個與商業、創業和創新相關的課程，而Miu的家人也都從事商業活動。剛開始，Miu的家人都對這個科系感到困惑，因為是第一屆，沒有太多具體的資訊可供參考，但當Miu解釋清楚後，家人也都給予支持，Miu也在就讀高三時順利錄取，一切發展得非常迅速，全家人都為此感到非常高興。

## 演藝經歷
2019年，Miu得到業界前輩的邀請，首度出演歌手羅納德·翁沙洛的MV〈แอบ〉。
2021年，Miu的父親參與了一個拍攝速霸陸汽車廣告的專案，當時找來國家隊運動員一起拍攝，父親突然想到讓Miu出演奧迪汽車廣告的女主角，結果反響非常好，這讓父親看到Miu的興趣和能力。之後，一位業界的前輩邀請她成為演員，但需要先學習表演基礎。起初，父親並不贊成，擔心她面對輿論壓力、學業等問題。於是，Miu承諾大學畢業後，不論正在做什麼，都會回去攻讀碩士。她告訴父親，表演是她的興趣，希望能全力以赴。娛樂圈的工作能讓她結識更多人，建立良好的人際關係，並為未來創業累積經驗。因此，她開始學習表演，為未來參與電視劇做準備。
2024年6月12日，出演的首部劇集《愛情課程010》於One 31的週三週四黃金檔時段首播，Miu於劇中飾演“Mild”一角，與諾拉帕特·維拉潘（Bright）有精采對手戲。同年10月17日，One 31於2025年的新劇發布會「one สนั่นจอ 2025」公布Miu為劇集《第一繼承人》的主要演員之一。
2024年底，与搭檔珀拉帕·斯里卡瓊德查（Tre）拍攝了One 31的2025年月曆。
2025年1月15日，泰國第3電視台負責人萍卡蒙·馬利農（Dew）於個人Instagram公布Miu與洛蕾娜·舒特（Lena）為旗下製作公司BEC World繼“Ling-Orm”後的第二對百合劇CP，劇情預告也將於近期釋出。

## 作品列表

### 電視劇
| 首播年份 | 戲劇名稱                   | 戲劇名稱 | 播放平台    | 角色   | 備註 |
| 首播年份 | 譯名                       | 原文名   | 播放平台    | 角色   | 備註 |
| 2024年   | 《愛情課程010》 （剪輯版） |          | One 31      | Mild   | 配角 |
| 已取消   | 《第一繼承人》             |          | One 31      | 未公布 | 主演 |
| 2025年   | 《我的避風港》             |          | Ch3Thailand | Jane   | 主演 |

### 音樂錄影帶
| 年份   | 歌曲名稱 | 歌手          |
| 2019年 | แอบ      | 羅納德·翁沙洛 |

## 外部連結
- 娜查·德查蒙卡拉琵瓦的Instagram帳戶（泰文）
- 娜查·德查蒙卡拉琵瓦的官方YouTube頻道 （页面存档备份，存于）（泰文）